# برد رش سفلی
برد رش سفلی، روستایی است از توابع بخش صفاییه و در شهرستان خوی استان آذربایجان غربی ایران.

## جمعیت
این روستا در دهستان الند قرار داشته و بر اساس سرشماری سال ۱۳۸۵ جمعیت آن ۱۹۹ نفر (۳۰ خانوار)
بوده‌است.